# Thélyson Orélien
Thélyson Orélien (né le 23 mai 1988 aux Gonaïves, Haïti) est un écrivain, poète, chroniqueur, journaliste, économiste et politologue canadien d'origine haïtienne. Connu pour son engagement littéraire et ses chroniques socio-politiques, il est une voix montante de la littérature haïtienne et francophone contemporaine. Son travail explore des thématiques allant de la mémoire collective aux questions identitaires, souvent teinté de réflexions sur l'existence humaine et les dynamiques sociétales.

## Biographie
Thélyson Orélien est né aux Gonaïves, une ville historique en Haïti, souvent appelée la Cité de l’Indépendance car c’est là que l’indépendance d’Haïti fut proclamée en 1804. Gonaïves est également la ville du général Toussaint Louverture, héros de la révolution haïtienne, et de l'écrivain Jacques Stéphen Alexis. Cette richesse historique et culturelle a profondément influencé la vision du monde de Thélyson Orélien et imprègne ses écrits.
Il effectue ses études primaires et secondaires à l'École Cyr-Guillo des Frères de l’Instruction Chrétienne et à l'Institution La Ronde des Gonaïves. Par la suite, il poursuit des études de droit à l'Université d'État d'Haïti, avant de s’installer au Canada après le séisme du 12 janvier 2010. À l'Université de Montréal, il obtient un diplôme bidisciplinaire en sciences économiques et politiques, ce qui lui permet de développer une réflexion multidisciplinaire sur les enjeux sociétaux, économiques et politiques.
Thélyson Orélien a grandi dans une famille de classe moyenne, entouré d'une véritable richesse de livres que son père, passionné de lecture, accumulait soigneusement. En plus de son travail en tant qu'expert-comptable pour de grandes entreprises, son père était aussi pasteur, théologien et homme d'Église, ce qui ajoutait une dimension spirituelle et intellectuelle à son foyer. Sa mère, jouant le rôle de tutrice, veillait personnellement à son éducation, l'accompagnant dans ses leçons et son apprentissage quotidien. Très tôt, Thélyson développe une curiosité pour la littérature. Pendant son adolescence, il s’immerge dans le monde des lettres, une découverte encouragée par son père. Cette première rencontre avec les grands textes classiques éveille en lui une passion pour les mots et la  poésie. Progressivement, il s’oriente vers la création littéraire, en particulier la poésie et la nouvelle, trouvant son inspiration dans l’œuvre d'écrivains illustres tels que Gabriel García Márquez, René Char, Toni Morrison, Marcel Proust, Fiodor Dostoïevski, Arthur Rimbaud, Virginia Woolf et Philippe Jaccottet. Cette exploration littéraire contribue à affiner son propre style d'écriture et à enrichir sa perception de la réalité.
En 2007, Thélyson Orélien remporte le premier prix du Prix International Jeunes Auteurs (PIJA) en Suisse, un prix qui avait déjà remarqué deux ans plus tôt un certain Joël Dicker, auteur alors débutant, pour sa nouvelle Le Tigre. Le texte primé de Thélyson s’intitulait Les Couleurs de ma terre et a été couronné dans la catégorie langue apprise. Deux ans plus tard, il est finaliste du Prix Arthur Rimbaud. Thélyson a également publié plusieurs recueils et poèmes dans des revues et anthologies littéraires.
Selon le poète, critique littéraire et physicien belge Arnaud Delcorte : « Le style poétique de Thélyson Orélien est caractérisé par une maîtrise du rythme et du silence ». Ses écrits explorent les vides existentiels, les non-dits, et mettent en lumière les souffrances, les libertés, et la quête de sens. Son travail reflète également l’histoire tumultueuse d’Haïti, un pays marqué par les catastrophes naturelles et les crises politiques.
Thélyson se définit parfois comme un « rassembleur de vies et de voix », cherchant à donner mémoire à l’oubli à travers ses mots. Ses poèmes, souvent empreints d'une réflexion humaniste, interrogent les injustices sociales tout en célébrant la résilience humaine.

### Activités journalistiques
En plus de sa carrière littéraire, Thélyson Orélien est un chroniqueur régulier pour plusieurs plateformes médiatiques francophones, notamment sur le réseau Mondoblog  de Radio France internationale (RFI). À travers ses chroniques, il aborde des questions d’actualité, en particulier des thématiques liées aux dynamiques politiques, sociales et littéraires. Son style est à la fois analytique et accessible, offrant une réflexion approfondie sur des sujets contemporains tout en étant ancré dans une perspective humaniste.
Thélyson anime également un blog personnel, LBTO - Le blog de Thélyson Orélien , où il partage ses réflexions et ses fictions, en explorant divers sujets économie, littérature, histoire et politiques.

## Œuvres

### Recueils de poésie
- Au-delà du silence, (Imprimerie Méga Système, Gonaïves Haïti, 2006, rééd. Éditions Rocheuses, Canada 2023)

- Les Couleurs de ma terre, (Éditions de l'Hèbe, Lausanne, Suisse, 2007)

- Le temps qui reste (Éditions des Marges, Montréal 2015)  (ISBN 978-1-3296-9680-8)

- Tant que le silence saigne, je parlerai (2025, Éditions Rocheuses)

### Roman
- Éternels amants (2023, Éditions des Marges)
- Le Rêve de la mer Noire (2025, C3 Éditions)

### Essai
- Penser le mot en N (2024, Éditions Rocheuses)

### Publications collectives
- La prose poétique (Éditions de l'Hèbe, Lausanne Suisse 2007) Les Couleurs de ma terre, in  (ISBN 978-2-88485-112-1)

- Nouvelle Anthologie de la jeune poésie d’aujourd’hui (2009, Maison de la Poésie de Paris)

- Poètes pour Haïti, avec Alain Mabanckou, Ernest Pepin, Khal Torabully, Lélio Brun, André Robèr, José Le Moigne, Jean-Luc Maxence, Colette Nys-Mazure, Nicole Barrière, Gaëlle Josse, Catherine Boudet, Philippe Tancelin, Eric Dubois, Patricia Laranco, Saint-John Kauss et Dana Shishmanian[4] (2011, L’Harmattan)

- Ancre des dattes (sous la dérection de Jean-Euphèle Milcé en 2009, Éditions Pages Ailées) avec Frankétienne, Georges Castera, Bonel Auguste, Gary Augustin, Emmelie  Prophète, Kettly Mars.

- Anthologie de poésie haïtienne contemporaine, dirigée et présentée par James Noel, Préface de Rodney Saint-Éloi. « 27 750 Km2 » in, pp. 509-511.[5], avec Dany Laferrière, Anthony Phelps, René Depestre, Frankétienne, Georges Castera, Claude Pierre, Gérald Bloncourt, Josaphat-Robert Large, Gary Klang, Évelyne Trouillot, Lyonel Trouillot, Michèle Marcelin, Christopher Charles. Novembre 2015, Paris:  Editions Points, 576 p.

### Distinctions
- Prix International Jeunes Auteurs (catégorie langue apprise) - PIJA (2007)

- Lauréat du Concours d’écriture des Nations Unies pour Haïti (2006)

- Finaliste du Prix Arthur Rimbaud (2009)

- Prix du public de Radio-Canada pour sa chronique Où va le monde dans la série Les écrivains et la science, petites découvertes et grandes révélations